# سعدان سبخي ألني
سعدان سبخي ألني (الاسم العلمي: Allenopithecus nigroviridis) هو نوع من الحيوانات يتبع جنس سعدان سبخي من فصيلة سعادين العالم القديم.